# Agonopsis vulsa
Agonopsis vulsa är en fiskart som först beskrevs av Jordan och Gilbert, 1880.  Agonopsis vulsa ingår i släktet Agonopsis och familjen pansarsimpor. Inga underarter finns listade i Catalogue of Life.